# 杨华 (1915年)
杨华（1915年3月7日—1979年12月8日），湖南安仁人。中国人民解放军将领。

## 生平
1934年，投身革命。1935年，参加湖南游击队第三大队。同年加入中国共产党。先后任中共安仁县华王区委委员、安仁县委组织部长。1937年，到达延安，历任延安总供给部保管所指导员，三五九旅政治部指导员，团政治处组织股长、副主任、团政治委员等职。1944年10月，随王震、王首道率八路军南下支队南下，后转战华东、华南、西北等地。中华人民共和国成立后，任新疆阿克苏专署副专员，1966年5月，担任中共乌鲁木齐市委书记处副书记；后升任书记等职。1969年，杨华离家赴耒阳休养，后转衡阳治疗，终因医治无效。1979年12月8日，病逝于衡阳。